# Wesele Muriel
Wesele Muriel (ang. Muriel’s Wedding) – australijski komediodramat z 1994 roku w reżyserii P. J. Hogana.

## Fabuła
Zakompleksiona i otyła nastolatka Muriel żyje w prowincjonalnym miasteczku na wybrzeżu oceanu. Jej jedyną pociechą są staromodne piosenki ABBY. Pewnego dnia postanawia zmienić swe życie, kradnie pieniądze i ucieka wraz z najbliższą przyjaciółką Rhondą do Sydney.

## Obsada
- Toni Collette - Muriel Heslop
- Rachel Griffiths - Rhonda Epinstalk
- Bill Hunter - Bill Heslop
- Daniel Lapaine - David Van Arckle
- Sophie Lee - Tania Degano
- Jeanie Drynan - Betty Heslop
- Gabby Millgate - Joanie Heslop

## Produkcja
Zdjęcia kręcono w Coolangatta (prowincja Queensland) oraz w Sydney.